# Lista de finais masculinas em simples do tênis nos Jogos Paralímpicos
Esta é a lista de finais masculinas em simples do tênis nos Jogos Paralímpicos de Verão.

## Por ano

### Disputa pela medalha de ouro
| Ano  | Cidade-sede    | Medalhista de ouro  | Medalhista de prata | Resultado     |
| ---- | -------------- | ------------------- | ------------------- | ------------- |
| 2024 | Paris          |                     |                     |               |
| 2020 | Tóquio         | JPN Shingo Kunieda  | NED Tom Egberink    | 6–1, 6–2      |
| 2016 | Rio de Janeiro | GBR Gordon Reid     | GBR Alfie Hewett    | 6–2, 6–1      |
| 2012 | Londres        | JPN Shingo Kunieda  | FRA Stéphane Houdet | 6–4, 6–2      |
| 2008 | Pequim         | JPN Shingo Kunieda  | NED Robin Ammerlaan | 6–3, 6–0      |
| 2004 | Atenas         | NED Robin Ammerlaan | AUS David Hall      | 6–2, 6–1      |
| 2000 | Sydney         | AUS David Hall      | USA Stephen Welch   | 6–7, 6–4, 6–2 |
| 1996 | Atlanta        | NED Ricky Molier    | USA Stephen Welch   | 7–6, 6–2      |
| 1992 | Barcelona      | USA Randy Snow      | GER Kai Schramayer  | 2–6, 6–4, 6–3 |

### Disputa pela medalha de bronze
| Ano  | Cidade-sede    | Medalhista de bronze    | Quarto lugar            | Resultado     |
| ---- | -------------- | ----------------------- | ----------------------- | ------------- |
| 2024 | Paris          |                         |                         |               |
| 2020 | Tóquio         | GBR Gordon Reid         | GBR Alfie Hewett        | 6–4, 3–6, 7–5 |
| 2016 | Rio de Janeiro | BEL Joachim Gérard      | FRA Stéphane Houdet     | 6–4, 6–2      |
| 2012 | Londres        | NED Ronald Vink         | NED Maikel Scheffers    | 4–6, 7–6, 6–4 |
| 2008 | Pequim         | NED Maikel Scheffers    | NED Ronald Vink         | 6–3, 6–1      |
| 2004 | Atenas         | FRA Michaël Jeremiasz   | USA Stephen Welch       | 6–2, 6–4      |
| 2000 | Sydney         | GER Kai Schramayer      | AUT Martin Legner       | 7–6, 6–4      |
| 1996 | Atlanta        | AUS David Hall          | FRA Laurent Giammartini | 6–3, 6–0      |
| 1992 | Barcelona      | FRA Laurent Giammartini | AUS Michael Cornell     | 6–1, 4–0      |

## Estatísticas

### Medalhas por país
| Ordem | País               | Medalha de ouro | Medalha de prata | Medalha de bronze |   |
| ----- | ------------------ | --------------- | ---------------- | ----------------- | - |
| 1     | JPN Japão          | 3               | 1                |                   | 4 |
| 2     | NED Países Baixos  | 2               | 1                | 2                 | 5 |
| 3     | USA Estados Unidos | 1               | 2                |                   | 3 |
| 4     | AUS Austrália      | 1               | 1                | 1                 | 3 |
|       | GBR Grã-Bretanha   | 1               | 1                | 1                 | 3 |
| 6     | GER Alemanha       |                 | 1                | 1                 | 2 |
| 7     | FRA França         |                 |                  | 2                 | 2 |
| 8     | BEL Bélgica        |                 |                  | 1                 | 1 |

### Múltiplos medalhistas
| Ordem | País                |   |   |   |   |
| ----- | ------------------- | - | - | - | - |
| 1     | JPN Shingo Kunieda  | 3 | 0 | 0 | 3 |
| 2     | AUS David Hall      | 1 | 1 | 1 | 3 |
| 3     | NED Robin Ammerlaan | 1 | 1 | 0 | 2 |